# NGC 2313
NGC 2313 је емисиона маглина у сазвежђу Једнорог која се налази на NGC листи објеката дубоког неба.
Деклинација објекта је - 7° 56' 42" а ректасцензија 6h 58m 2,8s. Привидна величина (магнитуда) објекта NGC 2313 износи 9,6. NGC 2313 је још познат и под ознакама LDN 1653.